# Mercer (Missouri)
Mercer – miasto w Stanach Zjednoczonych, w stanie Missouri, w hrabstwie Mercer.